# Peter Dalle
Peter Dalle (født 5. december 1956 i Stockholm) er en svensk skuespiller, manuskriptforfatter og instruktør.
Han har gennem årene medvirket i en række tv-serier blandt andet Goda Grannar, Rederiet, Familien Löwander og Lysande landning samt tv-serien Lorry med de tilhørende film.

## Biografi
Peter Dalle er opvokset i Täby, Stockholms län. Sammen med Ulf Larsson stiftede han Cocosteatern i 1976.
Dalle dimitterede fra Teaterhögskolan i Stockholm i 1984 og blev efterfølgende et kendt ansigt i offentligheden for rollen som Pierre Waldén i tv-serien Goda Grannar (1987). Rigtig kendt i Sverige blev Dalle for alvor gennem tv-serien Lorry, der blev sendt for første gang i 1989. Han har instrueret flere spillefilm blandt andet Drömkåken, Ogifta par - en film som skiljer sig og Skenbart. 
Peter Dalle samarbejdede med Hans Alfredson i revyen Prins korv under taket (1999). Han har instrueret flere forestillinger på Dramaten, heriblandt Markurells i Wadköping af Hjalmar Bergman. Peter Dalle har hele tiden skiftet mellem instruktør- og skuespillergerningen, og blandt hans teaterroller kan nævnes politimanden i succesfarcen Lögn i helvete med Robert Gustafsson på Vasateatern og Lorryholdets revy på Oscarsteatern i Stockholm. Sommeren 2010 var Dalle med i opsætningen af Zpanska flugan i Kalmar, og i efteråret 2013 spillede han i fællesskab med Johan Ulveson mere end 130 roller i thrillerkomedien De 39 stegen (”De 39 trin”) på Intiman i Stockholm.

## Priser og anerkendelser
- Peter Dalle tilldeltes Karamelodiktstipendiet i 1995.[5]
- I 1994 modtog Dalle, sammen med Rolf Börjlind, en Guldbagge i kategorien Bedste manuskript for Yrrol.
- I 2011 fik Peter Dalle endnu engang en Guldbagge, denne gang i kategorien Bedste mandlige birolle for rollen som Gösta i Himlen är oskyldigt blå.

## Filmografi

### Tv-serier (udvalg)
- 2017-2020 - Familien Löwander – Stig ”Stickan” Backe
- 2017 - Grotesco – medvirkende
- 2016 - Fröken Frimans krig – politimesteren
- 2012 - Solsidan - Richard
- 2006 - LasseMajas detektivbyrå – Hr. Åkerö
- 1997 - Perssons parfymeri – Allan Swedenborg
- 1992 - Rederiet – konferencedeltager
- 1989-1995 - Lorry - medvirkende
- 1987- 1988  - Goda Grannar – Pierre Waldén
- 1985 - Lösa förbindelser – journalist
- 1985 - Liten Tuva – Steffe

### Film (udvalg)
- 2021 - Tills solen går upp – medvirkende
- 2018 - Lyrro – Ut & indvandrarna – forskellige roller
- 2017 - Snemanden – onkel Jonas
- 2017 - Korparna – Krister
- 2014 - Kärlek deluxe – Hans
- 2012 - Odjuret – Ewert Grens
- 2011 - Svensson Svensson …i nöd & lust – Tommy Franzén
- 2010 - Himlen är oskyldigt blå – Gösta
- 2009 - Sommaren med Göran – Hans Kjällén
- 2008 - Lånta fjädrar – Julius Grossman
- 2004 - Bombay Dreams – Kurt
- 2003 - Skenbart: En film om tåg – konduktøren
- 2000 - Det blir aldrig som tänkt sig – Roffe
- 1999 - Jävla Kajsa – Micke
- 1997 - Ogifta par …en film som skiljer sig – David
- 1995 - Bert – Den siste oskulden – Yanno Reimo
- 1995 - Stora och små män – Benny Landberg
- 1994 - Yrrol – En kolossalt genomtänkt film – forskellige roller
- 1993 - Drömkåken – Thomas
- 1991 - Harry Lund lägger näsan i blöt! – præst
- 1988 - Venus 90 - hackeren
- 1985 - Dødgo'e venner – tyv på loftet

## Teaterstykker

### Roller (udvalg)
| År   | Rolle                      | Produktion                                                                    | Instruktion    | Teater                                       |
| ---- | -------------------------- | ----------------------------------------------------------------------------- | -------------- | -------------------------------------------- |
| 1984 | Soldat Officer             | Daniel Hjort eller Skuggornas hämnd Josef Julius Wecksell                     | Jan Håkanson   | Stockholms stadsteater                       |
| 1985 | Brodski                    | Fantomen Urban Wrethagen og Peter Emanuel Falck                               | Karin Falck    | Scalateatern                                 |
| 1985 |                            | Spökhotellet (L'Hôtel du libre-échange) Georges Feydeau                       | Peter Dalle    | Reginateatern                                |
| 1990 |                            | Charles Tante (Charley's Aunt) Brandon Thomas                                 | Per Gerhard    | Vasateatern                                  |
| 1990 | Medvirkende                | Lorry, revy Peter Dalle                                                       | Kjell Sundvall | Restaurang Tyrol                             |
| 1992 |                            | Trassel (Out of Order) Ray Cooney                                             | Lars Amble     | Maximteatern                                 |
| 2002 | Medverkande                | Lorry, revy Peter Dalle                                                       | Peter Dalle    | Oscarsteatern                                |
| 2008 | Konstapel Cross            | Lögn i helvete (The Lying Kind) Anthony Neilson                               | Lars Amble     | Vasateatern, senere flyttet til Chinateatern |
| 2008 | Julius Grossman, fabrikant | Lånta Fjädrar (Der Keusche Lebemann) Franz Arnold og Ernst Bach               | Stefan Ekman   | Krusenstiernska gården                       |
| 2010 | Gottfrid Stark             | Zpanska flugan (Die spanische Fliege) Franz Arnold og Ernst Bach              | Leif Lindblom  | Krusenstiernska gården                       |
| 2011 | Gottfrid Stark             | endnu engang Zpanska flugan (Die spanische Fliege) Franz Arnold og Ernst Bach | Leif Lindblom  | Chinateatern                                 |
| 2013 | Medvirkende                | De 39 stegen (”De 39 trin”) Patrick Barlow                                    | Emma Bucht     | Intiman                                      |
| 2016 | Medvirkende                | Körberg & Dalle på Intiman, show Peter Dalle                                  |                | Intiman                                      |
| 2018 | Tyko Jonsson               | Sagan om Karl-Bertil Jonssons julafton Tage Danielsson, Per Åhlin             | Anna Vnuk      | Scalateatern                                 |